# スターフルーツ

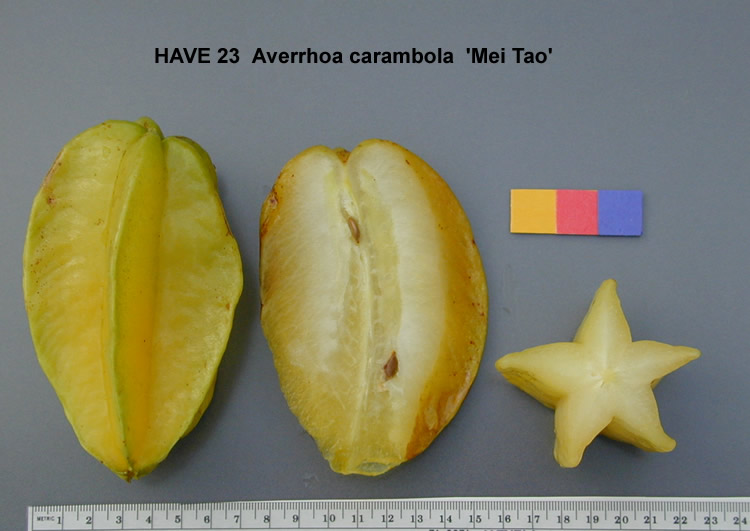
断面は星型になっている

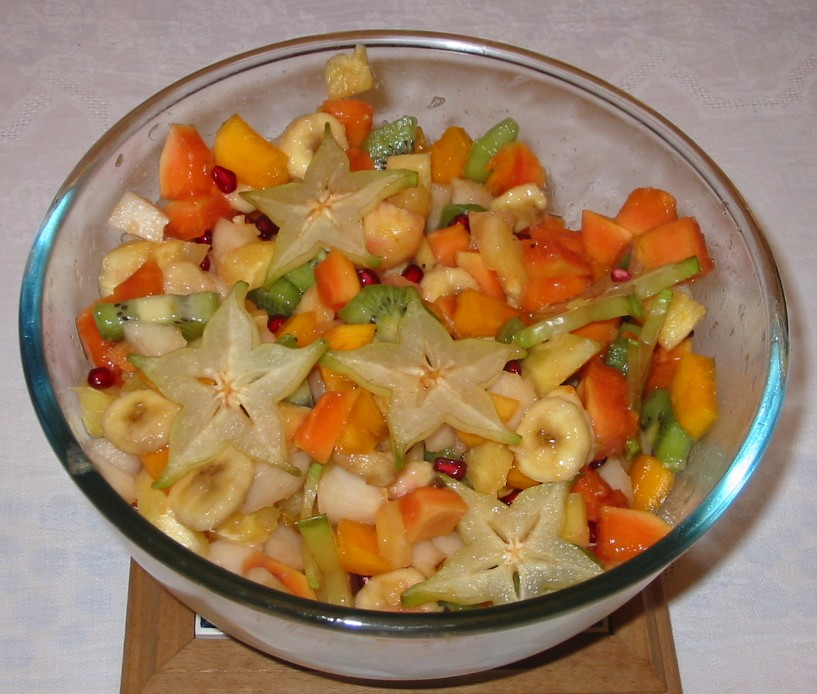
スターフルーツを添えたフルーツサラダ

スターフルーツ（英: star fruit、学名: Averrhoa carambola）は、カタバミ科ゴレンシ属の常緑の木本、またはその果実。和名は五斂子（ごれんし）。独特の形をした果実を食用にする。

## 概要
原産は南インドなどの熱帯アジアで、東南アジア全域のほか、中国南部や台湾、ブラジル、ガイアナやトリニダード・トバゴなどカリブ海周辺、アメリカ合衆国のフロリダ、ハワイなど、熱帯から亜熱帯にかけて広く栽培されている。日本では、沖縄県や宮崎県などで栽培が行われている。
和名も英名も、由来は果実の横断面が五稜星型をしているところからきている。中国語でも「五斂子」（ウーリエンズー、wǔliǎnzǐ）というが、現在は「楊桃（羊桃）」（ヤンタオ、yángtáo）が一般的。横断面が三角形に近い品種もあり、中国語で「三斂子」（サンリエンズー、sānliǎnzǐ）という。酸味の強いものは「三稔」（サンレン、sānrĕn）とも呼ぶ。インドネシア語では「ベリンビン」(Belimbing) とよぶ。
果実を食用にし、生食やサラダ・ピクルス・砂糖漬けなどに用いる。未熟なものは黄緑色で、熟すと全体がきれいな黄色になる。味は薄く、あっさりした甘味とほのかな酸味がある。生食に向いている甘味種と、小ぶりで酸味が強くピクルスやジャムなどの加工品に向いている酸味種がある。水分が豊富な果物で、果肉は和ナシに似たサクサクした食感とクセのない味がある。栄養面ではカリウムや食物繊維を多く含むのも特徴[./スターフルーツ#cite_note-FOOTNOTE猪股慶子監修_成美堂出版編集部編2012197-2 [2]]。

## 食べ方
食材としての旬は、9月 - 翌年2月ごろで、果皮に斑点やシワがなく、全体的に均一に色づいているものが良品とされる。緑色のものは常温で追熟させ、熟したものを生で食べる。

### 熟するまで
熟するに従って果実の色が緑色から黄色に変わるが、熟しすぎる前の少しだけ青みが残っている時期が、果物としての食べ頃。サラダに入れて食する場合は、完熟していない青い状態のものを用いることが多い。果実の色が緑色の場合、熟させるため、20度前後の室温で保存しておく。熟した後は冷蔵庫内で保管する。熟してくると、果肉が柔らかくなるため、表面に皺ができやすくなる。

### 熟した後
食べる際は、まず果実をよく水洗いする。縁の部分（三角の尖っている部分）には渋みがあるので、まずその部分だけ面取りするようにナイフで細く切り落とす。皮は薄く、この部分もそのまま食べられるので、皮をむく必要はない。野菜スティックのようにスティック状に切って食べる場合もあるが、輪切りにした方が星形が楽しめる。砂糖漬けやジャムにも加工する。
東南アジア地区などで、塩をかけて食べることがある。台湾では、塩、砂糖、レモン汁、甘草などを使って漬け、熱湯を加えて作る楊桃湯という飲料がある。中国広東省などで、炒め物、スープなどの料理に使う場合がある。また、糯米に水を加えてすった汁をかけて生食することがあり、甘味が増して感じられる。広東省中山市には、酸味が強く生食に適さない「三稔」を切り、砂糖と生姜で煮て干した「三稔包（サンレンバオ）」という菓子がある。乾燥時に胡麻をふることもある。

## 自然毒性
カタバミの葉と同様に、微量なシュウ酸塩を含む。一般状況で健康な人体に摂食された場合は腎臓にて濾過され、体外に排出するため問題にはならないが、何らかの原因で腎臓の機能不全を有する場合は、体内に残されたシュウ酸が体内血液中のカルシウムイオンと強く結合するため、シュウ酸カルシウム結石症になる可能性がある。
神経毒であるカランボキシン (Caramboxin) を含んでおり、人工透析患者など腎臓機能障害を持つものが摂取すると神経症状を発症する。

## 画像

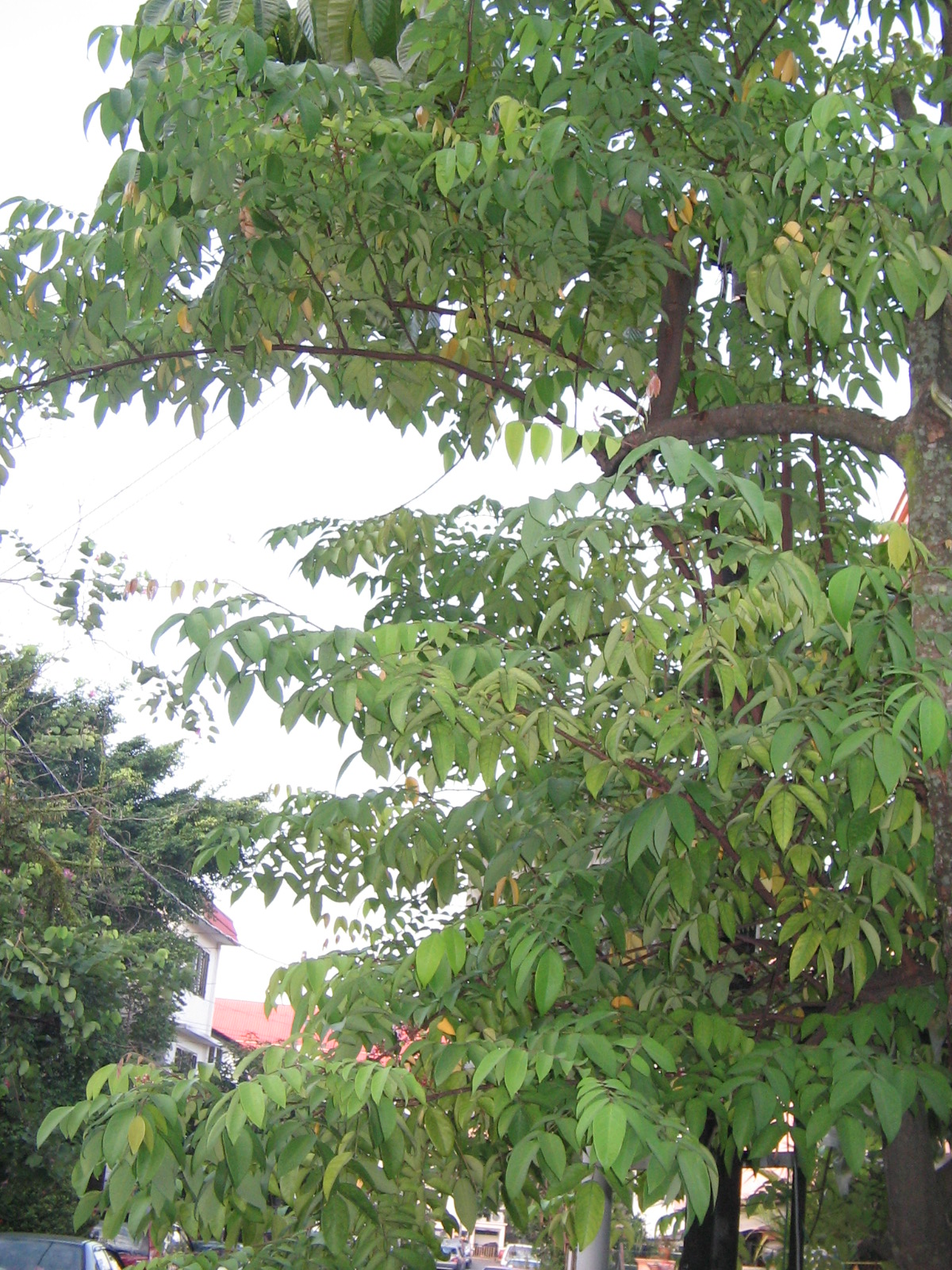
ゴレンシの木
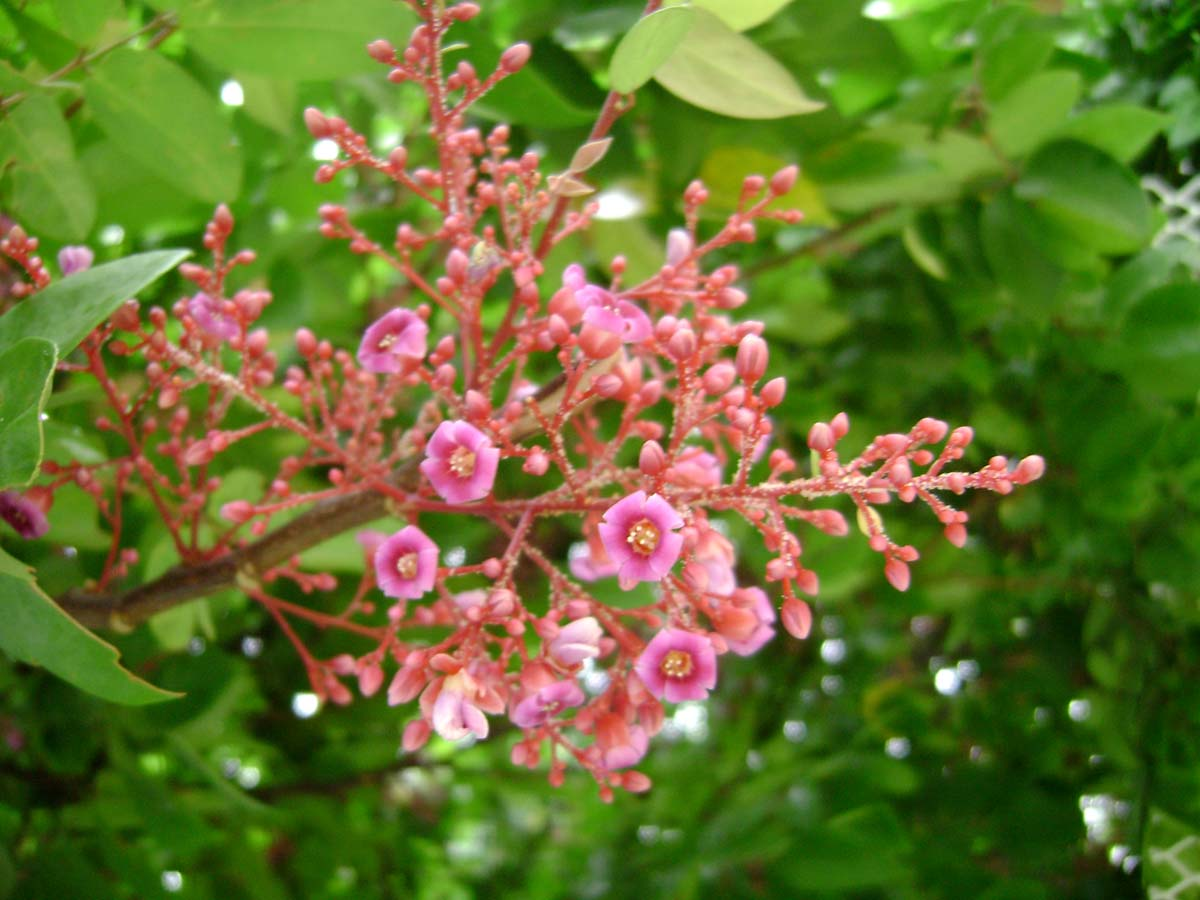
ゴレンシの花
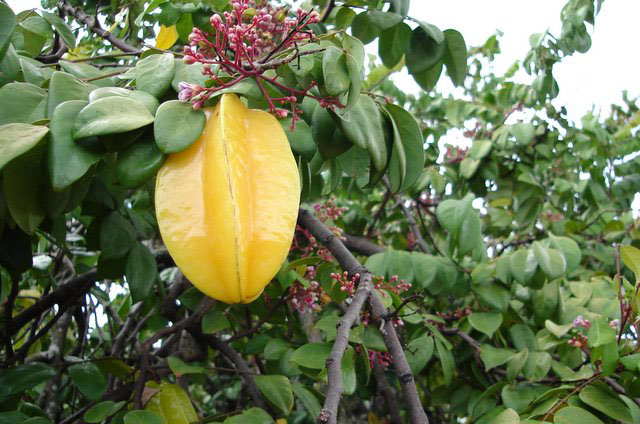
熟した果実
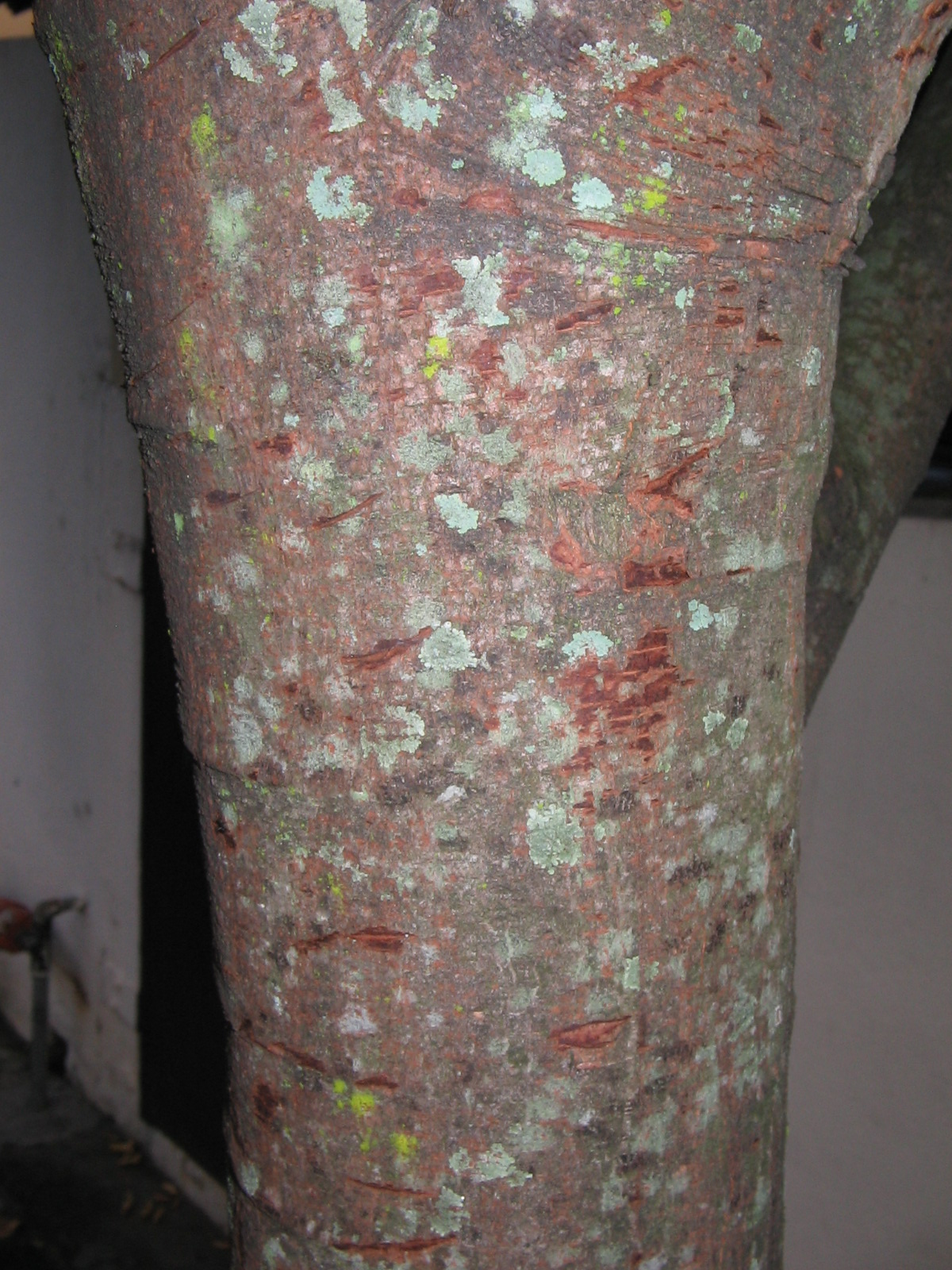
幹